# Andlau
 Andlau (en alsacià Àndlöi) és un municipi francès, situat a la regió del Gran Est, al departament del Baix Rin. L'any 1999 tenia 1.654 habitants. Limita amb Mittelbergheim al nord-est, Eichhoffen a l'est, Bernardvillé al sud, amb Le Hohwald al nord-oest i Barr.
Forma part del cantó d'Obernai, del districte de Sélestat-Erstein i de la Comunitat de comunes del Pays de Barr.

## Demografia
| 1962  | 1968  | 1975  | 1982  | 1990  | 1999  | 2019  |
| ----- | ----- | ----- | ----- | ----- | ----- | ----- |
| 1.529 | 1.584 | 1.919 | 1.744 | 1.632 | 1.654 | 1.738 |

## Administració
| Període   | Identitat       | Partit |
| --------- | --------------- | ------ |
| 1989-1994 | Émile Caffiau   |        |
| 1994-1995 | Lucien Vogt     |        |
| 1995-2008 | Maurice Laugner |        |
| 2008-     | Fabien Bonnet   |        |